# لفافة فوق الشوكة
اللفافة فوق الشوكة (بالإنجليزية: Opening of the pulmonary artery)‏هي مجموعة لفافات كثيفة تتباين سماكتها من منطقة لأخرى وتكمل حالة العظمي الليفي (osseofibrous )التي تشكل العضلة فوق الشوكة .و تكون اللفافة من فوق الشوكة سميكة (حتى 2 مم) ، كثيفة وسميكة وسطياً، ولكن تكون أرق أفقيا تحت الرباط الغرابي، وتتموضع في الجزء العلوي حيث تلتصق مع الرباط المستعرض للكتف . تشكل هذه اللفافة مربعًا فاسيًا لعضلة دائرية صغيرة، وتمتد أيضًا إلى عضلة دائرية كبيرة. في ألياف فضفاضة حيث يكون الشريان تحت العضلات المتصلة فرعيا، والذي يلف الكتف. في قاعدة العملية الأخرمية، تتواصل الحالات اللفافية تحت الشوكة وتحت الحاد مع بعضها البعض (على طول مجرى الأوعية الدموية والأعصاب التي تمر عبر الفتحة تحت الحاد).